# Zabójstwo Abigail Williams i Liberty German
Zabójstwo Abigail Williams i Liberty German – dwukrotne zabójstwo dokonane 13 lutego 2017 w Delphi w stanie Indiana na 13-letniej Abigail Joice Williams (urodzonej 23 czerwca 2003) i 14-letniej Liberty Rose Lynn German (urodzonej 27 grudnia 2002). Ich ciała zostały odnalezione następnego dnia niedaleko miejsca, z którego zniknęły. Sprawa została szeroko nagłośniona w mediach, do czego przyczyniło się nagranie upublicznione przez organy ścigania, które pochodziło z telefonu należącego do Liberty German i przedstawiało domniemanego sprawcę.
Sprawa pozostawała nierozwiązana przez 6 lat, aż do 2022, kiedy to Richard Allen został aresztowany i oskarżony o dokonanie morderstw. W 2024 został uznany za winnego i skazany na 130 lat pozbawienia wolności.

## Zabójstwa
Monon High Bridge to most kolejowy, który został wybudowany nad rzeką Deer Creek w 1891. W 1987 został wyłączony z ruchu kolejowego, a obecnie stanowi popularną atrakcję wśród miejscowej ludności. Jego długość wynosi ponad 250 m i w najwyższym punkcie wznosi się na wysokość ok. 19 m. Uważany jest za drugi najwyższy most w Indianie.
13 lutego 2017, korzystając z dnia wolnego od zajęć szkolnych, Abigail Williams i Liberty German postanowiły wybrać się na spacer szlakiem turystycznym wiodącym przez Monon High Bridge. O 13:35 nastolatki zostały przywiezione na szlak samochodem przez starszą siostrę German, Kelsi. O 14:07 German opublikowała na Snapchacie zdjęcie Williams spacerującej po moście. Od tego czasu nastolatki nie były przez nikogo widziane. O 15:15 miały zostać odebrane przez ojca German, jednak nie pojawiły się w umówionym miejscu, wobec czego o 17:30 ich zaginięcie zostało zgłoszone policji. Zanim jednak do tego doszło, rodziny poszukiwały nastolatek na własną rękę. Służby, które szybko rozpoczęły przeszukiwanie okolicy, początkowo nie podejrzewały, że zaginione mogły paść ofiarą przestępstwa. To się jednak zmieniło następnego dnia w okolicach południa, gdy w odległości ok. 0,8 km na wschód od mostu, nad północnym brzegiem Deer Creek, odnaleziono ciała Abigail i Liberty.

## Śledztwo
Śledczy początkowo nie ujawniali szczegółów dotyczących tego, jak ofiary zginęły, ale już następnego dnia po odnalezieniu zwłok, 15 lutego 2017, policja stanu Indiana poprosiła opinię publiczną o pomoc w ujęciu sprawcy i opublikowała zdjęcie przedstawiające niewyraźny wizerunek białego mężczyzny z rękoma w kieszeni i pochyloną głową, idącego mostem w kierunku Williams i German. Otrzymał on przydomek "Bridge Guy" i stał się głównym podejrzanym w sprawie.

Podczas konferencji prasowej, która odbyła się 22 lutego, śledczy zaprezentowali nagranie audio, na którym, pomimo złej jakości, słychać podejrzanego wydającego ofiarom polecenie zejścia ze zbocza ("Down the hill"). Wtedy też poinformowano, że zarówno to nagranie, jak i udostępnione tydzień wcześniej zdjęcie podejrzanego mężczyzny pochodzą z telefonu Liberty German. Postawa nastolatki, która była w stanie dyskretnie nagrać mordercę, została w późniejszym czasie uznana przez policjantów za bohaterską. Śledczy wskazali też, że nie wszystkie dowody wykryte na telefonie Williams zostały ujawnione, aby nie zakłócać przebiegu przyszłego procesu w tej sprawie. Za pomoc w ustaleniu sprawcy zbrodni policja zaoferowała nagrodę w wysokości 41 tysięcy tysięcy dolarów; w marcu 2017 oferowana kwota przekroczyła 224 tysiące dolarów.

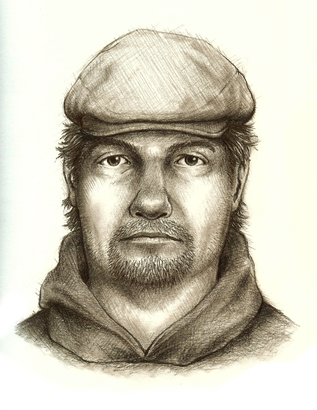
Portret pamięciowy osoby podejrzanej o morderstwa.

17 lipca 2017 policja opublikowała portret pamięciowy osoby będącej w kręgu zainteresowania policji, który został sporządzony na podstawie zeznań naocznego świadka przebywającego na szlaku w dniu zniknięcia nastolatek.
22 kwietnia 2019 policja ogłosiła "nowy zwrot" w sprawie oraz opublikowała nowy portret pamięciowy sprawcy, zachęcając społeczeństwo do zwracania uwagi na wizerunek z portretu pamięciowego, nagranie głosu podejrzanego oraz jego styl chodzenia po moście, a także do przekazywania informacji mogących przyczynić się do ustalenia i schwytania sprawcy. Śledczy dodali, że mają powody, by twierdzić, że morderca ukrywa się "w zasięgu wzroku". Ich zdaniem rejon Delphi jest mu bardzo dobrze znany, przypuszczalnie tam właśnie mieszka, pracuje lub zna to miejsce z innych przyczyn. Dodatkowo poproszono mieszkańców o pomoc w identyfikacji samochodu porzuconego obok dawnej siedziby Child Services w Delphi, między 12 a 17 w dniu popełnienia morderstw.

## Aresztowanie Allena i dalsze postępy w sprawie
Po ponad 5 latach od dokonania zbrodni, we wrześniu 2022, doszło do przełomu w sprawie. Kathy Shank, pracująca przy porządkowaniu akt sprawy, natrafiła na pudełko opisane jako "Richard Allen Whiteman". Znajdowało się ono w innym miejscu niż pozostałe akta i było oznaczone jako "sprawdzone". Zawierało zeznania mężczyzny, który 16 lutego 2017 przekazał policji, że w dniu popełnienia zbrodni, między 13:30 a 15:30, przebywał na szlaku i widział ofiary. Mieszkał on przy Whiteman Drive, przez co Shank doszła do wniosku, że zaszła pomyłka przy opisywaniu akt, a mężczyzna w rzeczywistości nazywa się Richard Allen. Swoje spostrzeżenia przekazała detektywowi zajmującemu się sprawą podwójnego morderstwa, Tony'emu Liggettowi.
26 października 2022 Richard Allen został zatrzymany, a dwa dni później pojawił się w sądzie. 31 października policja ogłosiła, że został mu przedstawiony zarzut podwójnego morderstwa. Allen nie przyznał się do winy. Tygodnik Time opisał jego zatrzymanie jako "pierwszy znaczący przełom w sprawie, która przykuwa uwagę całego kraju od niemal 6 lat". Początek procesu, pierwotnie zaplanowany na 20 marca 2023, został przesunięty, aby umożliwić obrońcom Allena zapoznanie się z aktami. Zostało wyznaczonych dwóch obrońców mających reprezentować Allena z urzędu.
29 listopada 2022 sędzia Frances Gull zarządziła odtajnienie podstaw aresztowania Allena. Zgodnie z tym dokumentem na nagraniu pochodzącym z telefonu Liberty German widać, jak mężczyzna w ciemnej kurtce oraz jeansach podchodzi do ofiar i każe im zejść ze zbocza, a jedna z nich zauważa u niego broń. Śledczy uważają, że ten mężczyzna to Richard Allen. Ponadto pomiędzy ciałami ofiar ujawniono niezużyty nabój kalibru 10 mm, który pochodził z broni należącej do Allena. Świadek zeznała, że widziała mężczyznę noszącego niebieską kurtkę i niebieskie jeansy, który oddalał się od mostu i miał na sobie ślady błota i krwi. Inny świadek zauważył samochód zaparkowany "w dziwny sposób", prawdopodobnie tak, aby zakryć tablicę rejestracyjną (w stanie Indiana wymagana jest jedynie tablica rejestracyjna umieszczona z tyłu pojazdu). Zdaniem śledczych opis pojazdu pasował do samochodu posiadanego przez Allena w 2017.
Jak wskazano w podstawach aresztowania Allena, podczas przesłuchania w 2017 zeznał on, że w dniu popełnienia morderstw był na szlaku przez około dwie godziny. W trakcie przesłuchania w październiku 2022 dodał, że tego dnia nosił jeansy i czarną lub niebieską kurtkę, a udał się na most w celu oglądania ryb.

## Sprawca
Richard Matthew Allen urodził się we wrześniu 1972 i dorastał w Mexico. Uczęszczał do North Miami Middle/High School w pobliskim Denver, którą ukończył w 1991. Następnie studiował księgowość na Ivy Tech Community College. Przez krótki okres służył w armii USA oraz w Gwardii Narodowej. W późniejszym czasie był żonaty i miał dwoje dzieci. Między 2003 a 2013 pracował jako kierownik sklepu w Walmarcie w mieście Logansport. Później pracował w dwóch aptekach sieci CVS – w sąsiednim Peru oraz w Delphi, zanim uzyskał licencję technika farmaceutycznego w lutym 2018. Jak wynika z publicznych rejestrów, Allen przeprowadził się z Mexico do Delphi w grudniu 2006.
Krótko po aresztowaniu Allen powiedział śledczym, że był w domu swojej matki w Peru, podczas gdy jego żona była w pracy. Miał opuścić dom około 11:15 i godzinę później dotrzeć na szlak. Twierdził, że mijał na szlaku trzy dziewczyny i nikogo więcej nie widział. Podczas spaceru miał sprawdzać notowania giełdowe na telefonie. Następnie miał szukać swojego czarnego forda focusa z 2016, a gdy to się udało, wrócił do domu swojej matki w Peru, wciąż sprawdzając notowania giełdowe. Allen wspominał śledczym, że powiedział swojej żonie, iż był na szlaku w dniu zaginięcia Abigail i Liberty, na co żona odpowiedziała mu, że policja szuka osób mogących posiadać informacje w tej sprawie, więc zgłosił się do biura szeryfa kilka dni po zbrodni.

## Proces i wyrok
2 grudnia 2022 sędzia Gull wydała zakaz publikowania informacji na temat procesu do stycznia 2023. Obrońcy Allena wnieśli o przeniesienie procesu poza hrabstwo Carroll, co argumentowali obawami o stronniczość przysięgłych z racji na duże zainteresowanie mediów i znaczne nagłośnienie sprawy w regionie.
W październiku 2023 sędzia Gull odsunęła od sprawy obrońców Allena z powodu wycieku zdjęć przedstawiających miejsce zbrodni, uzasadniając swoją decyzję znaczącym zaniedbaniem. Decyzja ta została zaskarżona do Sądu Najwyższego stanu Indiana, który przywrócił do sprawy obrońców Allena.
Proces rozpoczął się 18 października 2024 w Delphi. Podczas procesu prokuratorzy stwierdzili, że obie ofiary miały poderżnięte gardła. Ciało Williams miało na sobie ubrania, podczas gdy ciało German było rozebrane. Pomiędzy ciałami ofiar znaleziono niezużyty pocisk kalibru 10 mm pochodzący z broni należącej do Allena. Zdaniem prokuratorów Allen przyznał się do popełnienia zbrodni ponad 60 razy różnym osobom – swojej żonie, matce, innym członkom rodziny, strażnikowi więziennemu, psychologowi leczącemu go w więzieniu, innym pracownikom więzienia oraz współosadzonym. Były to wyznania opowiedziane ustnie, telefonicznie i pisemnie. Prokuratorzy powiedzieli przysięgłym, że Allen to "Bridge Guy" po pokazaniu 43-sekundowej, poprawionej cyfrowo wersji nagrania wykonanego telefonem przez German. Funkcjonariusz policji stanowej, który wysłuchał ponad 700 rozmów telefonicznych Allena zeznał, że głos należący do "Bridge Guy" to głos Richarda Allena.
Psycholog kliniczna badająca Allena zeznała na korzyść obrony, że u Allena zdiagnozowano poważną chorobę psychiczną i był on w znacznym stopniu niepełnosprawny. Zeznała, że Allen powiedział jej, iż początkowo planował zgwałcić ofiary, ale uciekł, gdy zobaczył w pobliżu furgonetkę. Poderżnął ofiarom gardła i przykrył ich ciała patykami, zanim uciekł. Obrona zatrudniła neuropsychologa z Carmel, który zeznał podczas procesu, że Allen miał "dość ciężką depresję" oraz stres i lęk powiązane z pracą.
Przysięgli, którzy byli izolowani podczas procesu, rozpoczęli naradę 7 listopada. 11 listopada 2024 Richard Allen został uznany za winnego popełnienia wszystkich zarzucanych mu czynów. 20 grudnia 2024 sędzia Gull skazała go na 65 lat pozbawienia wolności za zabójstwo German i 65 lat pozbawienia wolności za zabójstwo Williams – łącznie 130 lat pozbawienia wolności. Allen został następnie przetransportowany do zakładu karnego w Westville, w którym odbywa swój wyrok.

## Upamiętnienie
W odpowiedzi na prośbę matki German w 2017 właściciele domów ze środkowej Indiany umieścili na gankach pomarańczowe światła, aby uczcić pamięć ofiar, a także w celu podkreślenia, że sprawca zbrodni pozostawał w tamtym czasie na wolności.
W sierpniu 2017 rodziny ofiar ogłosiły plan budowy kompleksu sportowego poświęconego pamięci nastolatek. Utworzono organizację non-profit o nazwie L & A Park Foundation, aby "uhonorować oraz upamiętnić życie Libby German i Abby Williams poprzez stworzenie miejsca, w którym przyszłe pokolenia będą mogły cieszyć się przyrodą, sztuką, zabawą i sportem". Ok. 1,6 km na północ od Delphi został nabyty grunt, na którym w kolejnych latach powstawał Abby and Libby Memorial Park. Szkoła, do której uczęszczały obie ofiary – Delphi Community Middle School – na ich cześć zmieniła nazwę swojej biblioteki szkolnej na Abby and Libby Memorial Library.